# 沙蔚铁路
沙蔚铁路是一条在河北省张家口市境内的地方铁路。该铁路从怀来县沙城镇京包铁路沙城站引出，经怀来县、涿鹿县、蔚县三县19个乡镇，至蔚县境内煤炭产区崔家寨站的铁路，全长141.6公里。沙蔚铁路是蔚县矿区煤炭资源的一条专用外运通道。

## 历史
沙蔚铁路1985年即完成可行性研究报告。1987年，当时的国家计委批准了设计任务书。1990年，国家计委批准开工建设。1988年至1992年期间进行了部分前期工程建设，后因资金问题被迫停工。1993年确定由国家和地方合资建设，1998年通过中国国家开发银行评审，并被列入国债资金支持项目之一。1998年10月复工建设，于2002年11月18日开始铺轨，2003年7月30日通车试运营。同年8月28日通过初验。

## 车站
全线共设16个车站，其中主线车站15个，另从主线西合营站有支线通往蔚县，设蔚县站。初期开通车站6个，后增至9个，另外有3个预留站，3个暂缓开通站。支线暂时缓建，还未开工。各站均不办理客运业务。
沙城站和西合营站为区段站，其余为中间站。各中间站均无货物线及货运设备，仅为满足凉闸作业及列车会让的要求，在中间站设置两股到发线。

## 连接线路
沙蔚铁路在沙城站可连接到国铁京包铁路和丰沙铁路。

## 线路概况
- 线路全长（营运里程）：141.6公里
- 轨道间距：1435mm （标准轨距）
- 车站数量：16个
- 单线区间：全线
- 复线区间：无
- 地上区间：全线
- 线路标准：国铁III级标准
- 最高限速：60千米/小时（部分小曲线弯道路段35千米/小时）